# Comox
Comox (K'ómoks), pleme ili grupa plemena i bandi američkih Indijanaca Clahoose,  Comox, Eëksen,  Homalko ili Xwemalhkwu ili Homalco, Kaäke,  Kakekt, Sliammon i Tatpoös s istočne obale otoka Vancouver i susjednom kopnu u kanadskoj provinciji Britanska Kolumbija. Comoxi jezično pripadaju porodici Salishan a govorili su dva srodna dijalekta, sliammon i comox. 
Rana populacija uključujući Sliammone koji govore nešto drugačijim jezikom iznosila je (1780) 400 na otoku i 1.400 na kopnu Britanske Kolumbije (Mooneyeva procjena). U novije doba ima ih 850 (1983) na otoku Vancouver i obali sjeverno od Powell Rivera. Kulturno pripadaju području Sjeverozapadne obale i žive poglavito od ribolova i sakupljanja mekušaca. Cijeli ovaj kulturni kraj je prilično jednoobrazan: obalna sela okrenuta su prema oceanu, drvene kuće, veliki kanui i potlatchi. Izvorna religija je šamanska, danas su rimokatolici.

## Popis rezervata
- Comox Indian Reserve 1
- Goose Spit Indian Reserve 3
- Pentledge Indian Reserve 2
- Salmon River Indian Reserve 1

## Vanjske poveznice
- K'ómoks First Nation
- Comox
- Comox  Arhivirana inačica izvorne stranice od 11. svibnja 2008. (Wayback Machine)
- The Comox/Sliamon Language